# Luther Gulick (Mediziner)

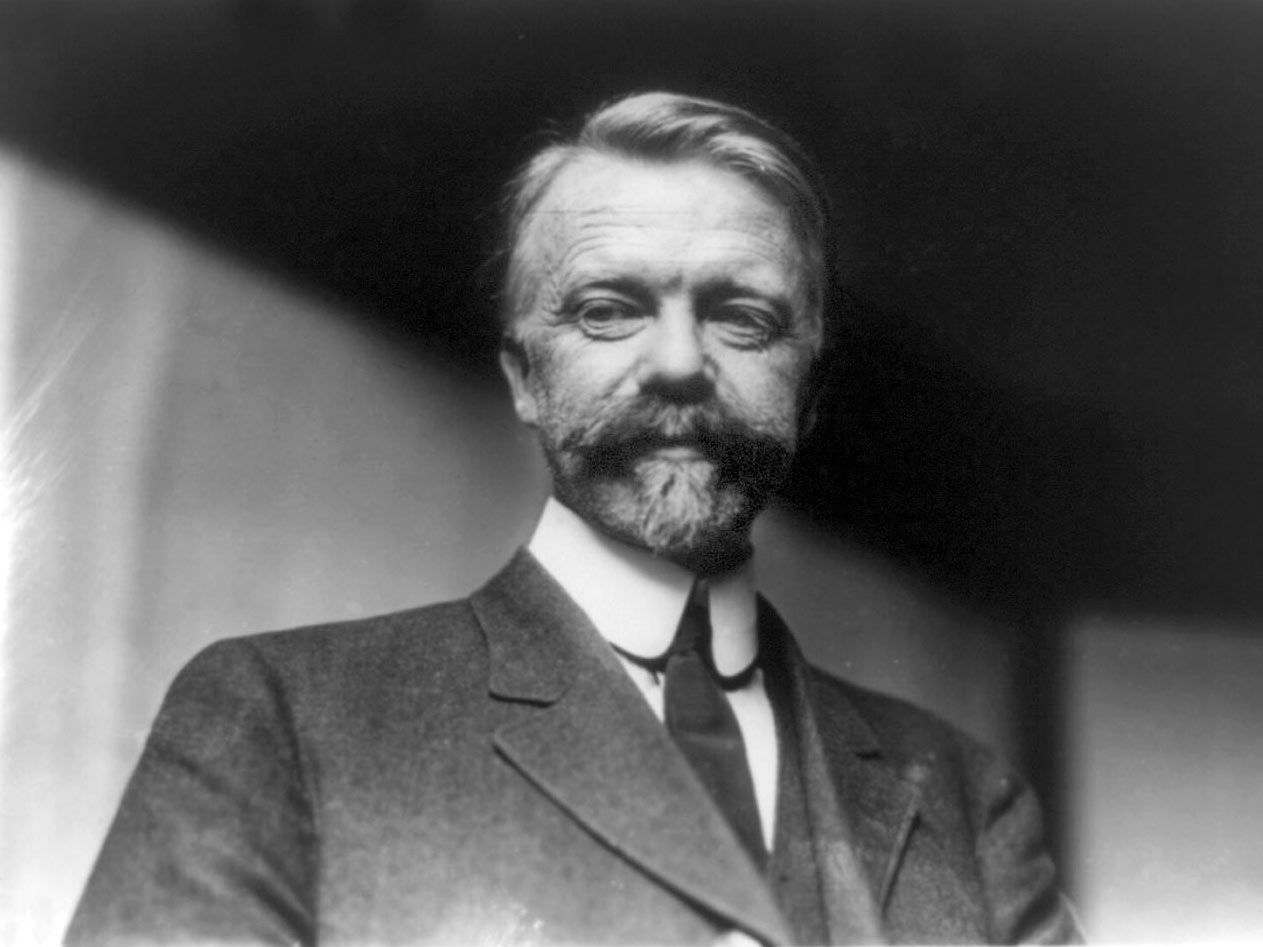
Luther Halsey Gulick

Luther Halsey Gulick Jr. (* 4. Dezember 1865 in Honolulu, Hawaii; † 13. August 1918 in Casco, Maine) war ein amerikanischer Arzt, Gesundheitslehrer, Sporthygieniker und -förderer. Er beauftragte 1891 James Naismith mit der Erfindung des Basketballspiels und begleitete die frühe Entwicklung des Spiels intensiv.

## Biographie
Gulick war Sohn kongregationalistischer Missionare und das fünfte von sieben Kindern. Bis zu seinem sechzehnten Lebensjahr lebte er auf Hawaii, in Spanien, Italien und Japan. Ab 1880 besuchte er zwei Jahre lang das Oberlin College in Ohio, danach die Hanover High School in Hanover, New Hampshire, bevor er an das Oberlin College zurückkehrte, um Sporterziehung zu studieren. Nach einem Jahr verließ er die Schule aus Krankheitsgründen und wechselte an die Sargent School for Physical Education in Cambridge, Massachusetts, bevor er 1889 am City College von New York einen Abschluss in Medizin erwarb.
Bereits als Student war Gulick Direktor für Leibeserziehung beim YMCA (Young Men’s Christian Association) und schloss sich der International YMCA Training School in Springfield, Massachusetts, die zu diesem Zeitpunkt freilich noch Schule für christliche Arbeiter hieß, als Vorsteher der Gymnastikabteilung an.
Der YMCA sollte ursprünglich als Anlaufstation für junge Männer dienen, die im Zuge der Industrialisierung nach dem Bürgerkrieg in die Metropolen zogen, legte aber bald großen Wert auf Leibesübungen, um einer vermeintlichen oder tatsächlichen Verweichlichung der Gesellschaft entgegenzuwirken. Gleichzeitig bewegten sich im Zeitalter des Fortschritts (Progressive Era, ca. 1890–1920) die Arbeitnehmer im Berufsleben immer weniger, so dass allgemein der Bedarf nach sportlichen Freizeitaktivitäten stieg. Der YMCA setzte deswegen auf Körperertüchtigung, um ganzheitlich eine Symmetrie aus Geist, Körper und Seele zu verfechten, die im von Gulick geschaffenen dreieckigen YMCA-Emblem ihren symbolischen Niederschlag fand.
Das noch neue Thema faszinierte Gulick und er wurde zu einem Vorreiter dieser neuen Bewegungsbewegung. Sein Hauptaugenmerk legte er auf Spielinstinkt und Freizeitaktivitäten, was gleichzeitig Diskussionsthema des von ihm geleiteten Psychologieseminars war. In diesem legte er im Winter 1891 den Fokus auf die Anregung eines neuen Wintersports, der die Energetik der Sommersportarten Football, Lacrosse oder Baseball besaß, aber die Monotonie der gymnastischen Wintersportarten vermied. Aus einem intellektuellen Gedankenspiel und Schlagabtausch resultierte der nicht ganz ernstgemeinte Auftrag Gulicks an seinen Studenten James Naismith, die diskutierten Überlegungen in die Tat umzusetzen.
Dieser neue Wintersport wurde Basketball, der sich dank der Studenten der YMCA-Schule augenblicklich über die ganze Welt in die Gemeinden und Missionen ihrer neuen Posten als Sekretäre und Gemeindevorstände verbreitete. Nach Naismiths Abschied blieb Gulick als internationaler Geschäftsführer der Körperertüchtigungsabteilung des YMCA in Springfield. Er fungierte zwischen 1903 und 1906 als Präsident der American Physical Education Association (APEA), deren Geschäftsführer er bereits 1892 und 1893 unter dem Namen American Association for the Advancement of Physical Education (AAAPE) war. Ab 1895 wurde er sowohl Vorsitzender des Basketball-Komitees der Amateur Athletic Union als auch Vorstandsmitglied der Basketball Rules Organization.
Das neue Jahrhundert begann Gulick 1900 als Schulleiter einer berufsbildenden Schule in Brooklyn, bis er 1903 zum ersten Direktor für die Leibeserziehung der städtischen Schulen ernannt wurde. In dieser Funktion gründete er die Public School Athletic League (PSAL) von New York City, die noch heute existiert. Zwei Jahre später richtete er auch einen Zweig für Mädchen ein, für dessen Direktion er Elizabeth Burchenal auswählte, mit der er elf Jahre später die American Folk Dance Society gründen sollte. Seine Expertise war mittlerweile so anerkannt, dass es ihn als Berater zu Weltausstellung und Olympischen Spielen nach St. Louis führte und er vom Nationalen Olympischen Komitee der USA berufen 1906 und 1908 als United-States-Olympic-Committee-Mitglied nach Athen und London reiste.
Auch in seinen letzten Lebensjahren wurde er nicht müde zu unterrichten, zu lehren, zu forschen und zu fördern. Neben der Autorenschaft von Referenzwerken zu Leibeserziehung und Hygiene war Gulick Mitgründer der Playground Association of America 1906, dem Vorläufer der National Recreation and Park Association, der er bis 1910 als Präsident vorstand und der American Folk Dance Society 1916. Nach seiner Arbeit im Organisationskomitee der Boy Scouts of America gründete er 1910 zusammen mit seiner Frau die Camp Fire Girls, die als weibliches Pendant der Boy Scouts angesehen wurden. Im Gegensatz zu anderen Vertretern der Muscular Christianity verzichtete Gulick nämlich auf Angriffe gegen die Weiblichkeit, die er eher als eine Kraftquelle betrachtete. Kurz vor seinem Tod reiste er 1918 nach Frankreich, um Soldaten zu Moral, geschlechtlicher Hygiene und körperlichem Wohlbefinden als Vorstand eines YMCA-Komitees zum Thema zu befragen.
1959 wurde Luther Gulick als Förderer des Basketballs posthum in die Naismith Memorial Basketball Hall of Fame aufgenommen.

## Familie
Gulick hatte sechs Kinder und war verheiratet mit Charlotte Emily Vetter, die Mitbegründerin der Camp Fire Girls Organisation war.
Seine ältere Schwester Sarah Frances Gulick Jewett schrieb ebenfalls Bücher über Hygiene und das öffentliche Gesundheitswesen.
Seine im Jahr 1891 nach seiner Schwester benannte Tochter Frances Jewett Gulick arbeitete im Ersten Weltkrieg für den YWCA und erhielt für ihre Tapferkeit im Jahr 1918 bei einem Bombenangriff in Frankreich eine ehrenvolle Erwähnung durch die United States Army.
Im Jahr 1892, ein Jahr nach dem Tod des Vaters Luther Halsey Gulick Sr., gab Gulicks älterer Bruder Sidney Gulick seinem neugeborenen Sohn und Gulicks Neffen ebenfalls den Namen des Vaters. Luther Gulick wurde ein bekannter Politologe und Experte für Fragen der US-Verwaltung. Onkel und Neffe teilen sich die Ehre einer gemeinsamen Namenspatenschaft für einen Park an der Delancey Street in der Lower East Side von Manhattan. 2,5 Millionen Dollar wurden für die Renovierung des Parks bis zum Jahr 2018 bereitgestellt. Durch den Ausstieg eines Auftragnehmers verzögert sich die Fertigstellung leider um mindestens zwei weitere Jahre. Bei den im Bebauungsplan erwähnten Handball-Feldern handelt es sich freilich um American-Handball-Courts.